# Big Willie Style
Big Willie Style é o álbum de estreia a solo gravado por Will Smith e lançado em 25 de novembro de 1997, pela gravadora Columbia Records. Este álbum está na lista dos 200 álbuns definitivos no Rock and Roll Hall of Fame.

## Recepção

### Comercial
Big Willie Style foi um sucesso comercial. Alcançou a oitava posição na Billboard 200, permanecendo na parada musical por um total de 99 semanas. Na UK Albums Chart atingiu a 63ª posição em dezembro de 1997, permanecendo no top 100 por 29 semanas; Em julho do ano seguinte, o álbum voltou ao top 100 e, em janeiro de 1999, atingiu sua posição máxima em nona colocação. No total, o álbum passou 87 semanas no top 100 do Reino Unido. Outras regiões nas quais o álbum alcançou as dez melhores posições incluem a França (#5), a Noruega (#8) e a Holanda (#9). Em 1999, a Billboard informou que Big Willie Style foi o 39º álbum pop mais vendido durante 1990 e 1999.
Em julho de 2000, o Big Willie Style havia recebido nove certificados de platina pela Recording Industry Association of America, indicando mais de nove milhões de unidades vendidas nos Estados Unidos. O álbum também recebeu certificado de ouro pela Australian Recording Industry Association, indicando mais de 35.000 cópias vendidas; Recebeu platina dupla pela indústria fonográfica britânica, indicando vendas superiores a 600.000 unidades e seis vezes platina pela Music Canada, indicando mais de 600.000 cópias vendidas.

### Crítica
| Críticas profissionais | Críticas profissionais |
| Avaliações da crítica  | Avaliações da crítica  |
| Fonte                  | Avaliação              |
| ---------------------- | ---------------------- |
| AllMusic               | 4 de 5 estrelas.       |
| Entertainment Weekly   | C–                     |
| Rolling Stone          | 3.5 de 5 estrelas.     |

A resposta da mídia ao Big Willie Style foi mesclada. Stephen Thomas Erlewine, do site AllMusic, avaliou o álbum com quatro estrelas, afirmando que o "estilo amigável e humorístico do pop-rap" tinha sido modernizado desde seus lançamentos com o DJ Jazzy Jeff. Em particular, Erlewine destacou as canções "Gettin 'Jiggy wit It", "Candy", "I Loved You" e "Men in Black" como "entre as melhores" músicas. O escritor da Rolling Stone, James Hunter, foi igualmente positivo, descrevendo o álbum como "maliciosamente bem concebido", observando "Gettin 'Jiggy wit It" e "Yes Yes Y'All" como destaques particulares.
O escritor da Entertainment Weekly, Jim Farber, no entanto, descreveu o álbum como "clone de pop-raps". O crítico Robert Christgau categorizou os singles "Gettin 'Jiggy wit It", "Just the Two of Us" e "Miami" como "boas [músicas] em um álbum que não vale a pena seu tempo ou seu dinheiro".

## Faixas
| N.º            | Título                               | Compositor(es) | Duração |  |
| 1.             | "Intro"                              | | 1:51    |  |
| 2.             | "Y'all Know"                         | Will Smith, Andreao Heard | 3:57    |  |
| 3.             | "Gettin' Jiggy wit It"               | Will Smith, Nile Rodgers, Samuel J. Barnes, Bernard Edwards, Joe Robinson                                                                               | 3:47    |  |
| 4.             | "Candy" (com Larry Blackmon e Cameo) | Will Smith, Ryan Toby, Larry Blackmon, Tomi Jenkins | 3:56    |  |
| 5.             | "Chasing Forever"                    | Will Smith, Nasir Jones, Kenny Greene, Stevie Wonder | 4:15    |  |
| 6.             | "Keith B-Real I (Interlude)"         | | 1:07    |  |
| 7.             | "Don't Say Nothin'"                  | Will Smith, Ryan Toby, Keith Pelzer | 4:22    |  |
| 8.             | "Miami"                              | Will Smith, Ryan Toby, Samuel J. Barnes, William Shelby, Stephen Shockley, Leon Sylvers III                                                             | 3:17    |  |
| 9.             | "Yes Yes Y'all" (com Camp Lo)        | Will Smith, Nasir Jones, Ronald Isley, Rudolph Isley, O'Kelly Isley, Marvin Isley, Ernie Isley, Chris Jasper, Oliver Scott, Ronnie Wilson, Joe Robinson | 4:23    |  |
| 10.            | "I Loved You"                        | Will Smith, Ryan Toby, Valvin Roane, Keith Pelzer, Joe Farrell                                                                                          | 4:12    |  |
| 11.            | "Keith B-Real II (Interlude)"        | | 0:30    |  |
| 12.            | "It's All Good"                      | Will Smith, Jeff Townes, Carvin Haggins, Bernard Edwards, Nile Rodgers                                                                                  | 4:04    |  |
| 13.            | "Just the Two of Us"                 | Will Smith, Bill Withers, William Salter, Ralph MacDonald                                                                                               | 5:15    |  |
| 14.            | "Keith B-Real III (Interlude)"       | | 1:54    |  |
| 15.            | "Big Willie Style" (com Left Eye)    | Will Smith, Timothy Riley, Lisa Lopes, Maurice White, Wayne L. Vaughn, Wanda Vaughn                                                                     | 3:35    |  |
| 16.            | "Big Willie Style" (com Left Eye)    | | 3:45    |  |
| 17.            | "Men in Black" (com Coko)            | Will Smith, Patrice Rushen, Terry McFadden, Fred Washington                                                                                             | 3:45    |  |
| Duração total: | Duração total:                       | Duração total: | 54:14   |  |

| Faixa bônus |                 |                                         |         |  |
| N.º         | Título          | Compositor(es)                          | Duração |  |
| 18.         | "Just Cruisin'" | Will Smith, Nasir Jones, Kenneth Stover | 3:59    |  |

## Desempenho nas tabelas musicais
| Tabela musical                          | Melhor posição |
| --------------------------------------- | -------------- |
| Austrália (ARIA)                        | 26             |
| Áustria (Ö3 Austria Top 40)             | 9              |
| Bélgica (Ultratop Flandres)             | 13             |
| Bélgica (Ultratop Valônia)              | 26             |
| Canadá (Billboard)                      | 13             |
| Países Baixos (Dutch Charts)            | 9              |
| França (SNEP)                           | 5              |
| Alemanha (Offizielle Deutsche Charts)   | 20             |
| Nova Zelândia (RMNZ)                    | 17             |
| Noruega (VG-lista)                      | 8              |
| Escócia (Official Scottish Albums)      | 24             |
| Suécia (Sverigetopplistan)              | 10             |
| Suíça (Schweizer Hitparade)             | 21             |
| Reino Unido (UK Albums Chart)           | 9              |
| Reino Unido (UK R&B Albums Chart)       | 1              |
| Estados Unidos (Billboard 200)          | 8              |
| Estados Unidos (Top R&B/Hip Hop Albums) | 9              |